# Roberto Mondragón

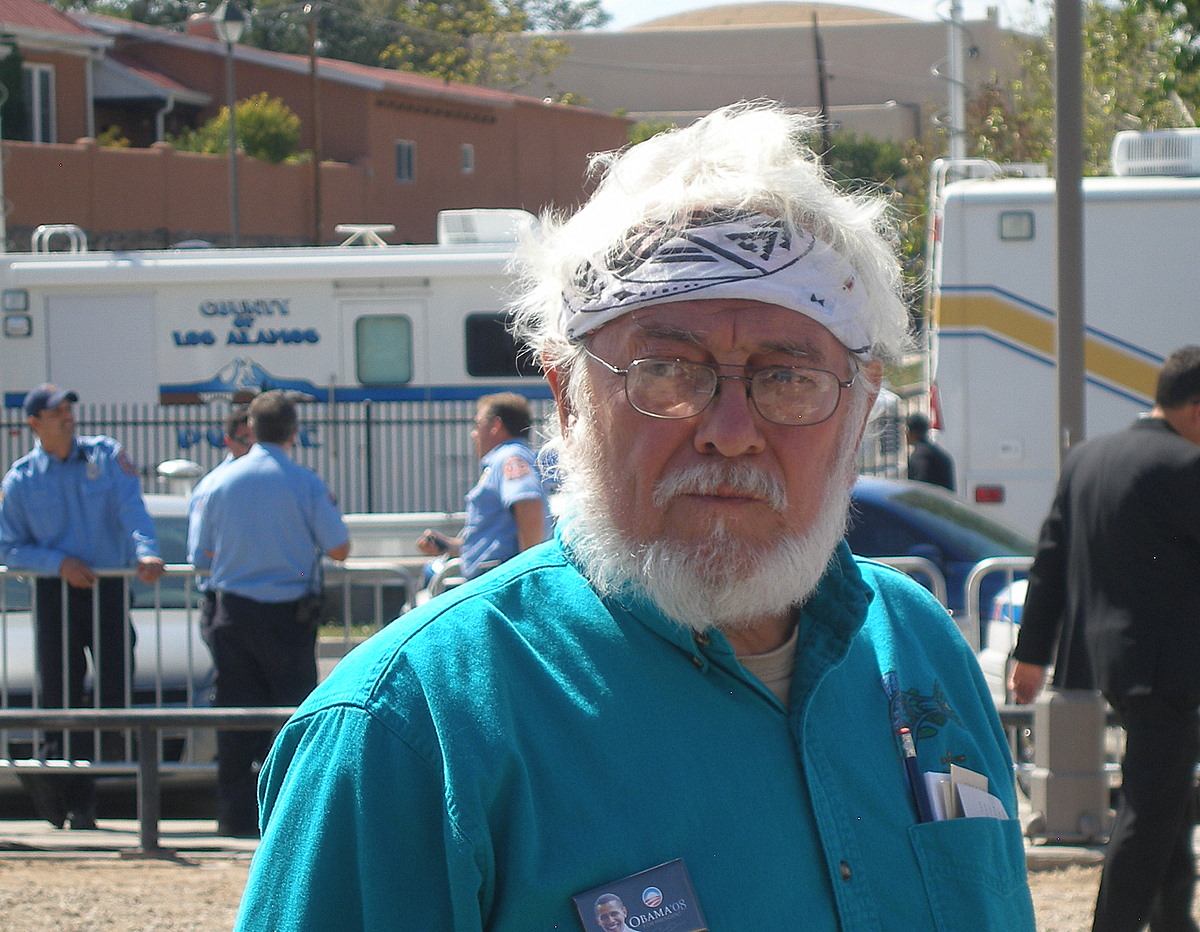
Roberto Mondragón (2008)

Roberto A. Mondragón (* 1940 in La Loma, New Mexico) ist ein US-amerikanischer Politiker. Zwischen 1971 und 1974 sowie zwischen 1979 und 1982 fungierte er im Bundesstaat New Mexico als Vizegouverneur.

## Werdegang
Roberto A. Mondragón wurde während des Zweiten Weltkrieges im Guadalupe County geboren. Er besuchte eine Einklassenschule. 1958 graduierte er als Jahrgangssprecher der Oberstufe an der Albuquerque High School. Danach studierte er Elektronik. Nach seinem Studium arbeitete er als Techniker beim Sender KABC. Diese Tätigkeit führte in den 1960er Jahren zu der Schaffung seiner ersten spanischsprachigen Radio-Talkshow in Albuquerque. Politisch gehörte er der Demokratischen Partei an. Er war aktiv in der Kommunalpolitik. 1966 wurde er in die New Mexico Legislature gewählt und 1968 wiedergewählt. Er kandidierte 1970 erfolgreich für den Posten des Vizegouverneurs von New Mexico – ein Posten, den er von 1971 bis 1974 innehatte. Während dieser Zeit trat er 1972 erfolglos bei der Democratic Primary in New Mexico für einen Sitz im US-Senat an sowie 1974 im 1. Distrikt von New Mexico für einen Sitz im US-Repräsentantenhaus. Nach seiner erfolgreichen Kandidatur 1978 für das Amt des Vizegouverneurs von New Mexico bekleidete er von 1979 bis 1982 ein zweites Mal diesen Posten. In dieser Zeit nahm er 1980 als Delegierter an der Democratic National Convention teil. Dann trat er 1982 erfolglos bei der Democratic Primary im 3. Distrikt von New Mexico für einen Sitz im US-Repräsentantenhaus an.
1994 bewarb er sich als Kandidat der Green Party erfolglos um den Posten des Gouverneurs von New Mexico und 1996 um einen Sitz im US-Repräsentantenhaus. Mondragón war auch als Schauspieler tätig. Er hatte 1988 eine Rolle in Robert Redfords Film Milagro – Der Krieg im Bohnenfeld.